# Fitoplasma
Fitoplasma (Phytoplasma) són bacteris especialitzats que són paràsits obligats del floema de les plantes, els insectes en són vectors. Quan van ser descoberts pels científics, l'any 1967, els van anomenar organismes similars al micoplasma o MLOs. No es poden cultivar in vitro en medis de cèl·lules lliures. Es caracteritzen per no tenir paret cel·lular, una forma pleiomòrfica o filamentosa amb un diàmetre normalment menor d'un micròmetre i un genoma petit.
Els fitoplasmes són paràsits de conreus importants com el cocoter i la canya de sucre, causen una gran varietat de símptomes.